# Artur Lindgren
Nils Artur Lindgren, född 2 maj 1891 i Åmsele, Degerfors församling, död 12 september 1964 i Gammelstad, Nederluleå församling, var en svensk präst.
Efter studier vid Johannelunds teologiska högskola prästvigdes Lindgren 1917. Avsikten var han skulle bli sjömanspräst men detta kunde inte genomföras på grund av det rådande världsläget. I stället blev han genast  kontraktsadjunkt i Lappmarkens tredje kontrakt och därefter tillförordnad komminister i Vistträsk i Gällivare församling. Men år 1919 kunde han tillträda som sjömanspastor i Grimsby i England, där han stannade till och med 1921. Han blev komminister i Nederluleå församling 1924 och var kyrkoherde där 1947–1959. 
Lindgren var vice ordförande i kyrkofullmäktige 1932–1947 och ordförande där från 1947 samt ordförande i skolstyrelsen 1940–1947, i kristidsnämnden 1939–1940, i kyrkogårdsnämnden från 1936, i barnavårdsnämnden från 1926 och syssloman vid barnhemmet Ingridshem 1928–1945. Han var ledamot av Vasaorden.
Lindgren var gift med småskolläraren Signe Franck. En dotterson är Andreas Aarflot.